# A liliomlány
A liliomlány (eredeti cím: Inocente de Ti) 2004 és 2005 között vetített amerikai-mexikói telenovella, amelyet Inés Rodena alkotott. A főbb szerepekben Camila Sodi, Valentino Lanús, Helena Rojo, Altaír Jarabo és Ricardo Blume látható.
Mexikóban a Canal de las Estrellas mutatta be 2004. november 8-án.Magyarországon 2005-ben a Viasat 3 kereskedelmi csatornán volt látható
A Liliomlány az 1992-es Thalía és Arturo Peniche főszereplésével készült María Mercedes című mexikói telenovella remake-je, azzal a különbséggel hogy az új sorozatban szerepet kapott Efrain, Julio Alberto öccse, a Dalmacci család, valamint itt egy ikertestvérpár (Raquel és Rebeca) gyűlölködésével, valamint házasság helyett egy örökbefogadással kezdődnek a bonyodalmak. A történet alapja azonban itt is a szegény lányból lett gazdag örökös, egy alkoholista apa, egy érdekházasságból lett valódi szerelem, egy végrendelet ami mindent megváltoztat, valamint a gonosz anyós bosszúálló terve.

## Történet
Zacatecas városából indul Florecita (Camila Sodi) az Egyesült Államokba a nővérével Iselával (Altair Jarabo) és a nagymamájával Cleothilde-dal (Patricia Reyes Spíndola). Az apjukhoz, Rubenhez (Salvador Pineda), és Rodrigo valamint Victor testvéreikhez igyekeznek, akik már régóta Miamiban élnek. Sajnos azonban az öreg Cleothilde útközben meghal, a lányoknak pedig egyetlen lehetőségük az marad, hogy eltemetik a sivatagba. A lányok elhatározzák, hogy minden áron megtalálják az apjukat. Végre elérik Miamit, ahol azzal kell szembesülniük, hogy az apjuk alkoholista lett. Florecita eddig abban a hitben élt, hogy az anyja meghalt évekkel ezelőtt, de kiderül, hogy Gabriela (Lupita Ferrer) itt él Miamiban, és egy nagyon híres tévés személyiség. Anélkül, hogy tudnák, miféle rokoni kapcsolat fűzi őket egymáshoz, a véletlen összehozza őket. Florecita virágot kezd árulni az utcán, mikor találkozik Julio Albertóval és menyasszonyával, a súlyosan beteg Gloriával. Sajnos az esküvő napján Gloria meghal, és Julio Alberto szíve darabokra törik. Egyszer azonban újra találkozik a lánnyal az utcán, és ráköszön. A lány kedves mosolya által kezdi úgy érezni, mintha kevésbé lenne üres az élete. Julio Alberto anyja, Rebeca (Helena Rojo) együtt él három gyermekével és ikertestvérével, Raquellel, akit gyűlöl. Rebeca rendkívül gonosz teremtés, csak a nővére vagyonát akarja megkaparintani, ezért nem akarja kivárni, míg Raquellel történik valami: elhatározza, hogy megöli a testvérét. Raquel megtudja, hogy rákos beteg, és már a végső stádiumban van, ezért örökbe fogadja Florecitát, és minden vagyonát a lányra hagyja. Mikor Rebeca megtudja, hogy mi áll az új végrendeletben, ráparancsol Julio Albertóra: hogy visszaszerezzék az örökséget, feleségül kell vennie a lányt, és Florecita beleegyezik, hogy a felesége lesz. Rebeca pedig elhatározza, hogy amint lehetősége lesz, kirakja a lányt az utcára. A gonosz asszony és kisebbik fia, Efrain (Abraham Ramos), valamint Filemón, a komornyik szívből gyűlölik Florecitát és mindent megtesznek, hogy megkeserítsék a lány életét, még elmegyógyintézetbe is juttatják. Julio Alberto húga, Virginia (Virna Flores), valamint Violeta, a szobalány viszont azonnal megkedvelik őt. Amikor Florecita terhes lesz és a gyermeke meghal nem sokkal születése után, Julio Alberto elhagyja őt, és a pár elválik. Miután el kell hagynia a házat, Florecita szobalányként kezd dolgozni a Dalmacci családnál, ahol Sergio, az idősebb fiú beleszeret a lányba. Florecita hirtelen válaszút elé kerül, mert Sergio el akarja venni őt feleségül, viszont Julio Alberto könyörög neki, hogy térjen vissza hozzá. A lány azonban nem kíváncsi rá, és nem bocsát meg neki, miután rájött hogy férje és annak családja csúnyán kihasználta őt...

## Szereplők
| Szerepnév                                                      | Színész             | Magyar hang                               |
| -------------------------------------------------------------- | ------------------- | ----------------------------------------- |
| Flor de María "Florecita" González de Castillo / Flor de María | Camila Sodi         | Roatis Andrea                             |
| Julio Alberto Castillo Linares-Robles                          | Valentino Lanús     | Crespo Rodrigo                            |
| Rebeca Linares-Robles / Raquel Linares-Robles vda. de Castillo | Helena Rojo         | Menszátor Magdolna                        |
| Aurora Conti Arizmendi                                         | Karla Álvarez       | Haffner Anikó                             |
| Gabriela Smith                                                 | Lupita Ferrer       | Orosz Anna (1. hang) Vándor Éva (2. hang) |
| Nuria Zaval Montero                                            | Carolina Tejera     | Mezei Kitty                               |
| Sergio Dalmacci Rionda                                         | Luis José Santander | Varga Rókus                               |
| Armando Dalmacci                                               | Ricardo Blume       | Versényi László                           |
| Isela González                                                 | Altaír Jarabo       | Vadász Bea                                |
| Efraín Castillo Linares-Robles                                 | Abraham Ramos       | Fekete Zoltán                             |
| Mayte Dalmacci                                                 | Katie Barberi       | Kisfalvi Krisztina                        |
| Lupe asszony                                                   | Alma Delfina        | Náray Erika                               |
| Coromoto asszony                                               | Maryta Capote       | Oláh Orsolya                              |
| Sebastian Rionda                                               | Toño Mauri          | Bodrogi Attila                            |
| Rubén González                                                 | Salvador Pineda     | Faragó András                             |
| Gloria del Junco                                               | Karla Monroig       |                                           |
| Virginia Castillo Linares-Robles                               | Virna Flores        | Molnár Ilona                              |
| Mauricio Riveroll ügyvéd                                       | Miguel Córcega      | Rudas István                              |
| Gladys Soler                                                   | Dayana Garroz       | Kerekes Andrea                            |
| Filemón, a komornyik                                           | Leonardo Daniel     | Megyeri János                             |
| Douglas                                                        | Yul Bürkle          | Seszták Szabolcs                          |
| Víctor González                                                | Eleazar Gómez       | Szalay Csongor                            |
| Rodrigo González                                               | Miguel Loyo         | Bartucz Attila                            |
| Mónica Dalmacci                                                | Ilithia Manzanillo  | Solecki Janka                             |
| Zacarías, a komornyik                                          | Manolo Coego        | Gruber Hugó                               |
| Chalia                                                         | Elodia Riovega      | Némedi Mari                               |
| William Smith                                                  | Fred Valle          | Rosta Sándor                              |
| Fe Montero de Zaval                                            | Marisela Buitrago   | Andresz Kati                              |
| Carmela                                                        | Pilar Hurtado       | Böhm Anita                                |
| Violeta Barato                                                 | Catalina Mesa       | Kocsis Mariann                            |
| Manolo                                                         | Ariel Díaz          | Karácsonyi Zoltán                         |
| Gustavo                                                        | Harry Geithner      | Láng Balázs                               |
| Pepe Tono                                                      | Jorge Van Rankin    | Szokol Péter                              |
| Teresita                                                       | Valerie Peshuta     | Hermann Lilla                             |

## Korábbi és újabb változatok
A történet az Ines Rodena által írt Enamorada című novellán alapszik, amelyet Venezuelában, és a Fülöp-szigeteken is képernyőre vittek.
- Az első változat az 1973-as venezuelai La Italianita című telenovella, Marina Baura és Elio Rubens főszereplésével.
- Az 1978-as Rina című mexikói telenovella a La Italianita remake-je. Főszereplői Ofelia Medina és Enrique Alvarez Felix. A gonosz anyóst Maria Rubio alakította.
- Az 1989-es venezuelai Rubi Rebelde című telenovella, amelynek főszereplői Mariela Alcalá és Jaime Araque.
- Az 1992-es Maria Mercedes című mexikói sorozat az 1978-as Rina újrája, Thalía és Arturo Peniche főszereplésével.
- A 2007-es Maria Esperanca című sorozat Barbara Paz és Ricardo Ramory főszereplésével.
- 2013-ban Maria Mercedes címmel a Fülöp-szigeteken forgatták a legújabb változatot. Főszereplői: Jessy Mendiola és Jake Cuenca.

## Érdekességek
- Helena Rojo korábban a 2000-es Maria del Carmen című sorozatban is játszott már kettős szerepet: szintén egy gonosz ikerpárt, Damianát és Julianát alakította.
- Karla Álvarez az eredeti, Maria Mercedes sorozatban Meche húgát (itt: az Iselának megfelelő karaktert) alakította, az új sorozatban pedig a férfi főszereplő barátnőjét, Aurorát, a pszichológusnőt. (A színésznő 2013. november 15-én tragikus hirtelenséggel elhunyt mexikói otthonában, 41 éves korában.)
- Camila Sodi az eredeti sorozat főszereplőjének, Thalíának az unokahúga. A színésznőnek ez volt élete első főszerepe.
- Salvador Pineda játszott az 1978-as verzióban is.